# Неофит (Николов)
Епи́скоп Неофи́т (в миру Неофит Ангелов Николов; 1844 — 14 августа 1908) — епископ Болгарской православной церкви, титулярный епископ Браницкий.

## Биография
Родился, по одним данным, в 1849 году, на надгробии выбита дата 1844 год. Место его рождения — болгарское село Кораджа (ныне Куруджикёй в Турции). Начальное образование получил в родном селе. С 1859 по 1863 год учился в трёхклассном училище в городе Эдирне (по болгарски Одрин), с 1863 по 1866 год в гимназии в Эдирне.
В 1866 году был вызван своим дядей в монастырь Зограф, где остался послушником. В начале 1869 году был пострижен в монашество с именем Неофит, а в мае того же года был рукоположён в сан иеродиакона епископом Мосхонийским Каллиником (Калиадисом). С сентября 1869 по 1971 год учился в греческой монастырской школе в Карее. В 1872 году епископ Мосхонийский Каллиник рукоположил его в сан иеромонаха. С осени того же года учился в Ризарийской богословской школе в Афинах, которую окончил в 1877 году. С 1880 по 1883 год был представителем Зографского монастыря в Карее. В 1883 году поступил на богословский факультет Афинского университета, который окончил в 1887 году и в том же году поступил на юридический факультет того же университета.
В 1888 году иеромонах Неофит прервал учёбу и отправился на Афон, где руководил монастырскими делами. В 1891 году иеромонах Неофит поселился в Константинополе, где предстоятель обособившегося от Константинпольского патриархата Болгарского экзархата Иосиф (Йовчев) назначил его директором болгарской трёхклассной школе в районе Пере. С 1892 по 1893 годы Неофит возглавлял Болгарскую церковную общину в Битоле. 11 августа 1894 года был назначен протосинкеллом Болгарского экзархата в Константинополе, а 15 августа 1894 года был возведён в сан архимандрита по решению Священного синода Болгарского экзархата.
В 1899 году архимандрит Неофит поселился на короткое время в Зографском монастыре. С сентября 1900 до 1905 год был ректором Константинопольской духовной семинарии.
10 февраля 1902 года в соборе Святого Стефана был рукоположён во епископа с титулом «Браницкий». Вместе со своими ректорской обязанностями с февраля 1902 года до смерти он был настоятелем храма Святого Стефана в Константинополе.
Умер 14 августа 1908 года от болезни почек в Пловдиве. Похоронен во дворе собора Успения Богородицы в Пловдиве.